# Wyszków (Basse-Silésie)
Pour les articles homonymes, voir Wyszków.
Wyszków est une localité polonaise de la gmina de Bogatynia, située dans le powiat de Zgorzelec en voïvodie de Basse-Silésie.